# Дачное (Полтавская область)
Дачное (укр. Дачне, до 2016 г. — Советская Дача) — село,
Качановский сельский совет,
Гадячский район,
Полтавская область,
Украина.
Код КОАТУУ — 5320482605. Население по переписи 2001 года составляло 28 человек.

## Географическое положение
Село Дачное находится на одном из истоков реки Татарка.
На расстоянии в 1 км расположено село Качаново.
Рядом проходит автомобильная дорога Т-1705.

## История
- 1922 — дата основания.